# 웨이즈
웨이즈(Waze)는 이스라엘 웨이즈 모바일에서 만든 사용자 참여형 내비게이션 앱이다. GPS 기능이 있는 스마트폰 사용자끼리 교통정보 및 도로정보를 공유할 수 있다. 2022년 7월 기준, 전 세계 1억 3천만명의 운전자가 사용하며, 6천만명이 지도를 편집하고, 3천만명이 자신이 사는 지역의 지도 정확성을 확인하는 관리자로 활동 중이다.

## 피인수
2013년 초부터 애플 및 페이스북 등이 지도 서비스 강화를 위해 인수를 추진했다. 애플의 제시가격은 5억 달러, 페이스북은 10억 달러로 알려졌다. 그러나 본사 이전 등의 문제로 결렬되었고, 2013년 6월, 최종적으로 구글에 인수되었다. 인수가격은 13억 달러이다.

## 같이 보기
- 오픈스트리트맵